# Leota (Minnesota)
Leota es un lugar designado por el censo ubicado en el condado de Nobles en el estado estadounidense de Minnesota. En el Censo de 2010 tenía una población de 209 habitantes y una densidad poblacional de 58,9 personas por km².

## Geografía
Leota se encuentra ubicado en las coordenadas 43°49′35″N 96°1′27″O / 43.82639, -96.02417. Según la Oficina del Censo de los Estados Unidos, Leota tiene una superficie total de 3.55 km², de la cual 3.55 km² corresponden a tierra firme y (0.07%) 0 km² es agua.

## Demografía
Según el censo de 2010, había 209 personas residiendo en Leota. La densidad de población era de 58,9 hab./km². De los 209 habitantes, Leota estaba compuesto por el 96.65% blancos, el 0% eran afroamericanos, el 1.91% eran amerindios, el 0% eran asiáticos, el 0% eran isleños del Pacífico, el 0% eran de otras razas y el 1.44% pertenecían a dos o más razas. Del total de la población el 1.91% eran hispanos o latinos de cualquier raza.